# Фристайл на зимових Олімпійських іграх 2010 — скі-крос (жінки)
Змагання із скікросу серед жінок на Зимових Олімпійських іграх 2010 відбулися 23 лютого 2010 року.

## Призери
| Золото        | Срібло         | Бронза          |
| Ешлі Макайвор | Гедда Бернтсен | Маріон Жоссеран |

## Змагання

### Кваліфікація
| Місце | Спортсмен               | Час     |
| ----- | ----------------------- | ------- |
| 1     | Анна Гольмлунд          | 1:17,15 |
| 2     | Ешлі Макайвор           | 1:17,17 |
| 3     | Фанні Сміт              | 1:17,38 |
| 4     | Келіс Серуа             | 1:17,94 |
| 5     | Гедда Бернтсен          | 1:17,96 |
| 6     | Офелі Дави              | 1:18,14 |
| 7     | Анна Вернер             | 1:18,45 |
| 8     | Карін Хуттарі           | 1:18,84 |
| 9     | Катрін Мюллер           | 1:18,92 |
| 10    | Даніель Полескук        | 1:19,02 |
| 11    | Магдалена Ільянс        | 1:19,05 |
| 12    | Марті Хейе Йефсен       | 1:19,30 |
| 13    | Маріон Жоссеран         | 1:19,42 |
| 14    | Джулія Маррей           | 1:19,54 |
| 15    | Дженні Оуенс            | 1:19,80 |
| 16    | Саша Фаріч              | 1:20,01 |
| 17    | Катя Крема              | 1:20,19 |
| 18    | Юлі Бренденген Йенсен   | 1:20,23 |
| 19    | Хайді Цахер             | 1:20,35 |
| 20    | Софі Фьеллванг-Селлінга | 1:20,41 |
| 21    | Норіко Фукусіма         | 1:20,56 |
| 22    | Катрін Офнер            | 1:20,61 |
| 23    | Андреа Лімбахер         | 1:20,86 |
| 24    | Юлія Манхард            | 1:21,10 |
| 25    | Катаріна Гутензон       | 1:21,26 |
| 26    | Кароліна Ремінь         | 1:21,36 |
| 27    | Гро Квінлог Генлід      | 1:21,93 |
| 28    | Йшов Жорже              | 1:22,03 |
| 29    | Франциска Штеффен       | 1:22,32 |
| 30    | Мішель Грейг            | 1:22,52 |
| 31    | Росіо Дельгадо          | 1:22,67 |
| 32    | Юлія Лівінська          | 1:22,83 |
| 33    | Руксанда Недельку       | 1:23,04 |
| 34    | Сара Совєй              | 1:24,52 |
| 35    | Занна Люді              | 1:32,87 |

### 1/8 фіналу
| Місце | Спортсмен      |
| ----- | -------------- |
| 1     | Анна Гольмлунд |
| 2     | Саша Фаріч     |
| 3     | Юлія Манхард   |
| 4     | Юлія Лівінська |

| Місце | Спортсмен         |
| ----- | ----------------- |
| 1     | Карін Хуттарі     |
| 2     | Катя Крема        |
| 3     | Катаріна Гутензон |
| 4     | Катрін Мюллер     |

| Місце | Спортсмен          |
| ----- | ------------------ |
| 1     | Офелі Дави         |
| 2     | Магдалена Ільянс   |
| 3     | Гро Квінлог Генлід |
| 4     | Хайді Цахер        |

| Місце | Спортсмен         |
| ----- | ----------------- |
| 1     | Келіс Серуа       |
| 2     | Маріон Жоссеран   |
| 3     | Норіко Фукусіма   |
| 4     | Франциска Штеффен |

| Місце | Спортсмен     |
| ----- | ------------- |
| 1     | Фанні Сміт    |
| 2     | Джулія Маррей |
| 3     | Катрін Офнер  |
| 4     | Мішель Грейг  |

| Місце | Спортсмен              |
| ----- | ---------------------- |
| 1     | Гедда Бернтсен         |
| 2     | Марті Хейе Йефсен      |
| 3     | Софі Фьеллванг-Селлінг |
| 4     | Йшов Жорже             |

| Місце | Спортсмен             |
| ----- | --------------------- |
| 1     | Юлі Бренденген Йенсен |
| 2     | Кароліна Ремінь       |
| 3     | Даніель Полескук      |
| 4     | Анна Вернер           |

| Місце | Спортсмен       |
| ----- | --------------- |
| 1     | Ешлі Макайвор   |
| 2     | Дженні Оуенс    |
| 3     | Росіо Дельгадо  |
| 4     | Андреа Лімбахер |

### 1/4 фіналу
| Місце | Спортсмен      |
| ----- | -------------- |
| 1     | Карін Хуттарі  |
| 2     | Анна Гольмлунд |
| 3     | Катя Крема     |
| 4     | Саша Фаріч     |

| Місце | Спортсмен        |
| ----- | ---------------- |
| 1     | Келіс Серуа      |
| 2     | Маріон Жоссеран  |
| 3     | Магдалена Ільянс |
| 4     | Офелі Дави       |

| Місце | Спортсмен         |
| ----- | ----------------- |
| 1     | Гедда Бернтсен    |
| 2     | Фанні Сміт        |
| 3     | Марті Хейе Йефсен |
| 4     | Джулія Маррей     |

| Місце | Спортсмен             |
| ----- | --------------------- |
| 1     | Ешлі Макайвор         |
| 2     | Юлі Бренденген Йенсен |
| 3     | Дженні Оуенс          |
| 4     | Кароліна Ремінь       |

### Півфінал
Перші два місця проходять у фінал, решта — у заїзд за 5-8 места.
| Місце | Спортсмен       |
| ----- | --------------- |
| 1     | Карін Хуттарі   |
| 2     | Маріон Жоссеран |
| 3     | Келіс Серуа     |
| 4     | Анна Гольмлунд  |

| Місце | Спортсмен             |
| ----- | --------------------- |
| 1     | Гедда Бернтсен        |
| 2     | Ешлі Макайвор         |
| 3     | Фанні Сміт            |
| 4     | Юлі Бренденген Йенсен |

### Перегони за 5-8 місця
| Місце | Спортсмен            |
| ----- | -------------------- |
| 1     | Келіс Серуа          |
| 2     | Анна Гольмлунд       |
| 3     | Юлі Бренденген Єнсен |
| 4     | Фанні Сміт           |

### Фінал
| Місце | Спортсмен       |
| ----- | --------------- |
| 1     | Ешлі Макайвор   |
| 2     | Гедді Бернтсен  |
| 3     | Маріон Жоссеран |
| 4     | Карін Хуттар    |